# Aleksander Mohyła
Aleksander Mohyła (rum. Alexandru Movilă) – hospodar Mołdawii, w latach 1615–1616, z rodu Mohyłów.
Był synem hospodara Jeremiego Mohyły. W 1615 został wprowadzony na tron mołdawski za sprawą polskiej interwencji na Mołdawii zorganizowanej przez jego matkę. Oddziały Michała Wiśniowieckiego i Samuela Koreckiego, szwagrów Aleksandra, pokonały wówczas Stefana Tomșę II. Faktyczną władzę w imieniu nieletniego Aleksandra pełnili jednak propolscy bojarzy mołdawscy. W 1616, po niespełna roku od objęcia tronu, Aleksander został pokonany przez interwencję turecką - wpadł do niewoli po bitwie pod Drăcşani wraz z matką i Koreckim. Aleksander wraz z matką przeszli w niewoli na islam, aby uratować życie.